# Théâtre municipal d'Helsinki
Pour les articles homonymes, voir HKT.
Le Théâtre municipal d'Helsinki ( finnois : Helsingin Kaupunginteatteri ou HKT) est un théâtre  dont les salles sont situées à Helsinki en Finlande.

## Scènes
| Scène         | Adresse            | Nombre de places |
| ------------- | ------------------ | ---------------- |
| Grande scène  | Eläintarhantie 5   | 947              |
| Petite scène  | Eläintarhantie 5   | 200–400          |
| Studio Elsa   | Ensi linja 2       | 140–200          |
| Studio Pasila | Ratamestarinkatu 5 | 210–330          |
| Lilla Teatern | Yrjönkatu 30       | 267              |
| Scène Arena   | Hämeentie 2        | 515              |

## Employés

### Directeurs
- Sakari Puurunen 1965–1970
- Timo Tiusanen et Eugen Terttula 1970–1974
- Aulis Salovaara 1974–1975, 1982–1983, 1987–1991
- Paavo Liski et Jouko Turkka 1975–1982
- Ralf Långbacka 1983–1987
- Jotaarkka Pennanen (grande scène),
Kalle Holmberg ja Ritva Holmberg (petite scène),
Jorma Uotinen (danse) 1987–1990
- Raija-Sinikka Rantala 1991–1997
- Risto Ruohonen 1997
- Asko Sarkola 1998–2016
- Kari Arffman 2017–[2]

### Acteurs
Rauno Ahonen, Lumi Aunio, Sari Haapamäki, Helena Haaranen, Riitta Havukainen, Ulriikka Heikinheimo, Heidi Herala, Vuokko Hovatta, Pekka Huotari, Sanna-June Hyde, Juha Jokela, Risto Kaskilahti, Santeri Kinnunen, Jouko Klemettilä, Robert Kock, Pertti Koivula, Paavo Kääriäinen, Merja Larivaara, Tuukka Leppänen, Kai Lähdesmäki, Sanna Majuri, Martti Manninen, Kari Mattila, Vappu Nalbantoglu, Unto Nuora, Emilia Nyman, Jari Pehkonen, Tiina Peltonen, Raili Raitala, Leena Rapola, Matti Rasila, Pia Runnakko, Sanna Saarijärvi, Eppu Salminen, Ursula Salo, Heikki Sankari, Aino Seppo, Antti Timonen, Marjut Toivanen, Kaisa Torkkel, Leenamari Unho, Mikko Vihma, Eija Vilpas, Alexander Wendelin, Joachim Wigelius.

### Danseurs
Antti Lahti (directeur), Sofia Hilli, Jyrki Kasper, Heidi Naakka, Mikko Paloniemi, Justus Pienmunne, Inka Tiitinen, Pekka Louhio, Misa Lommi

## Galerie

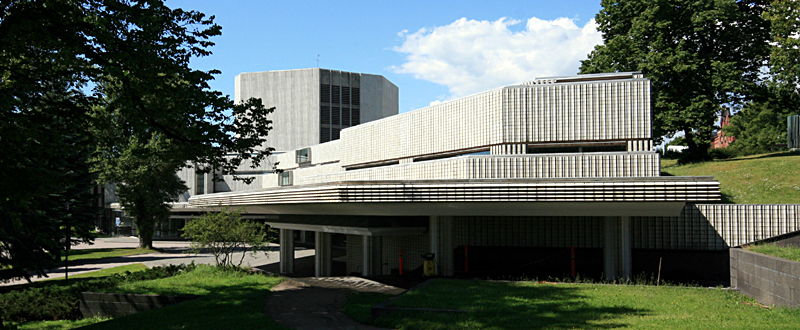
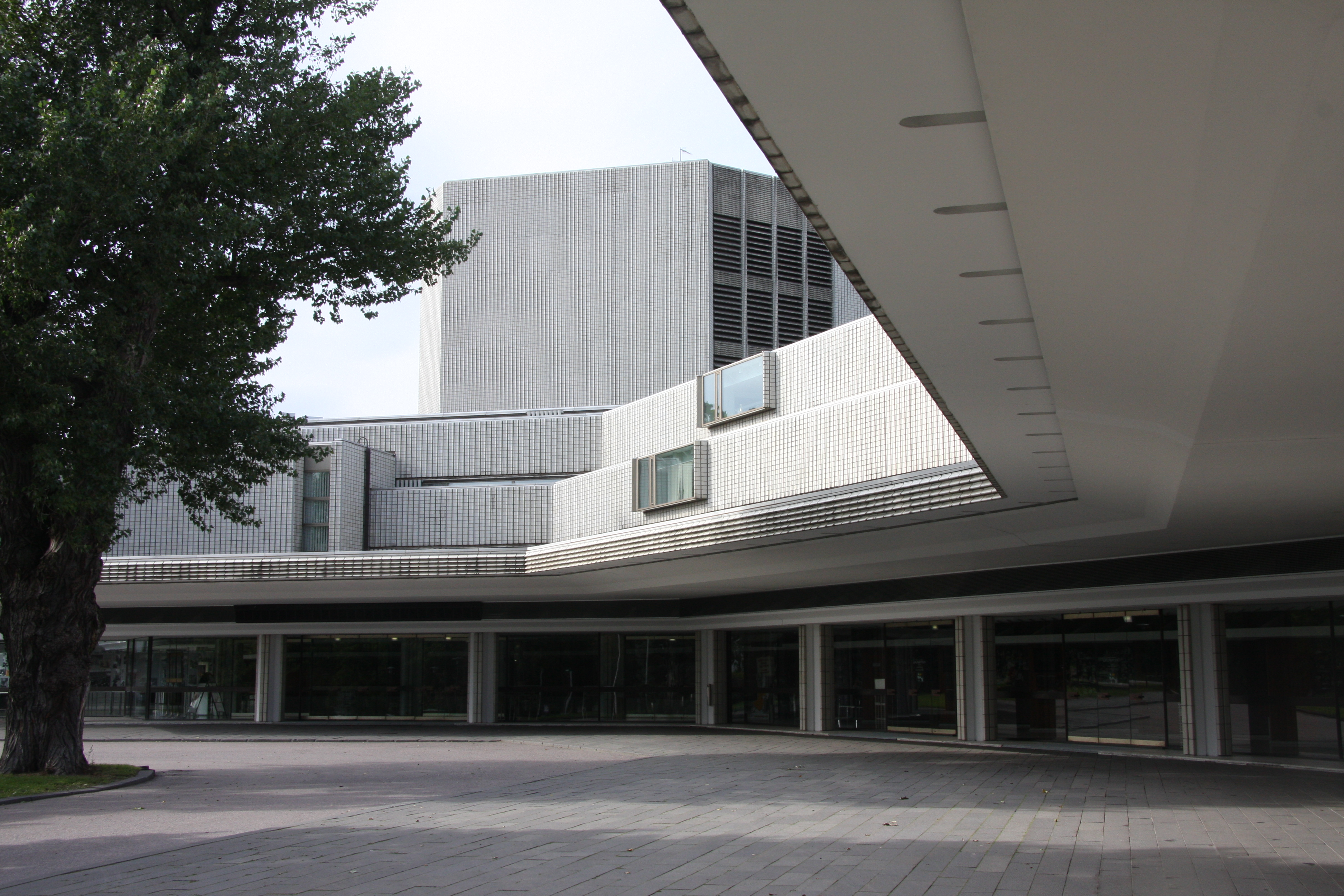
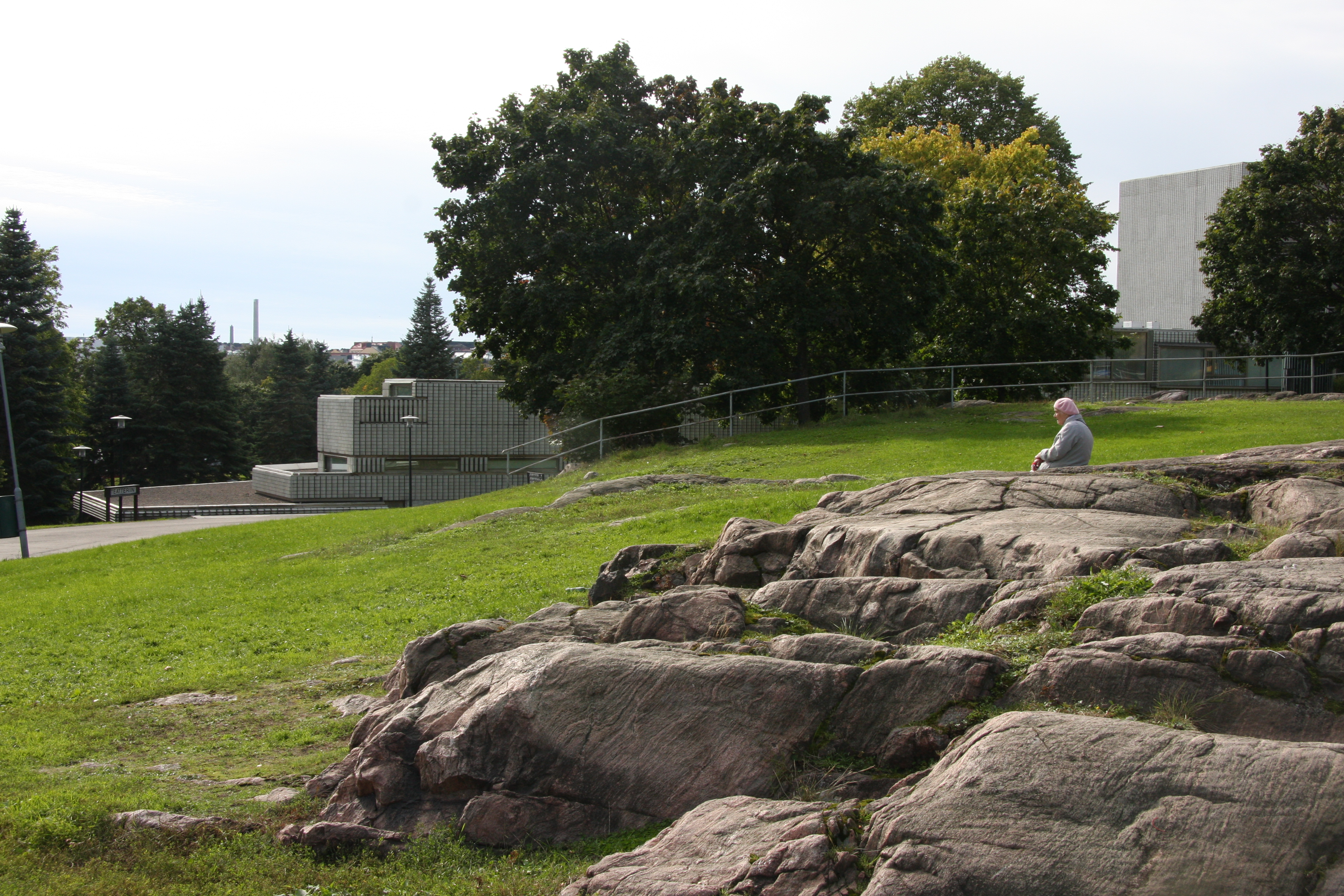
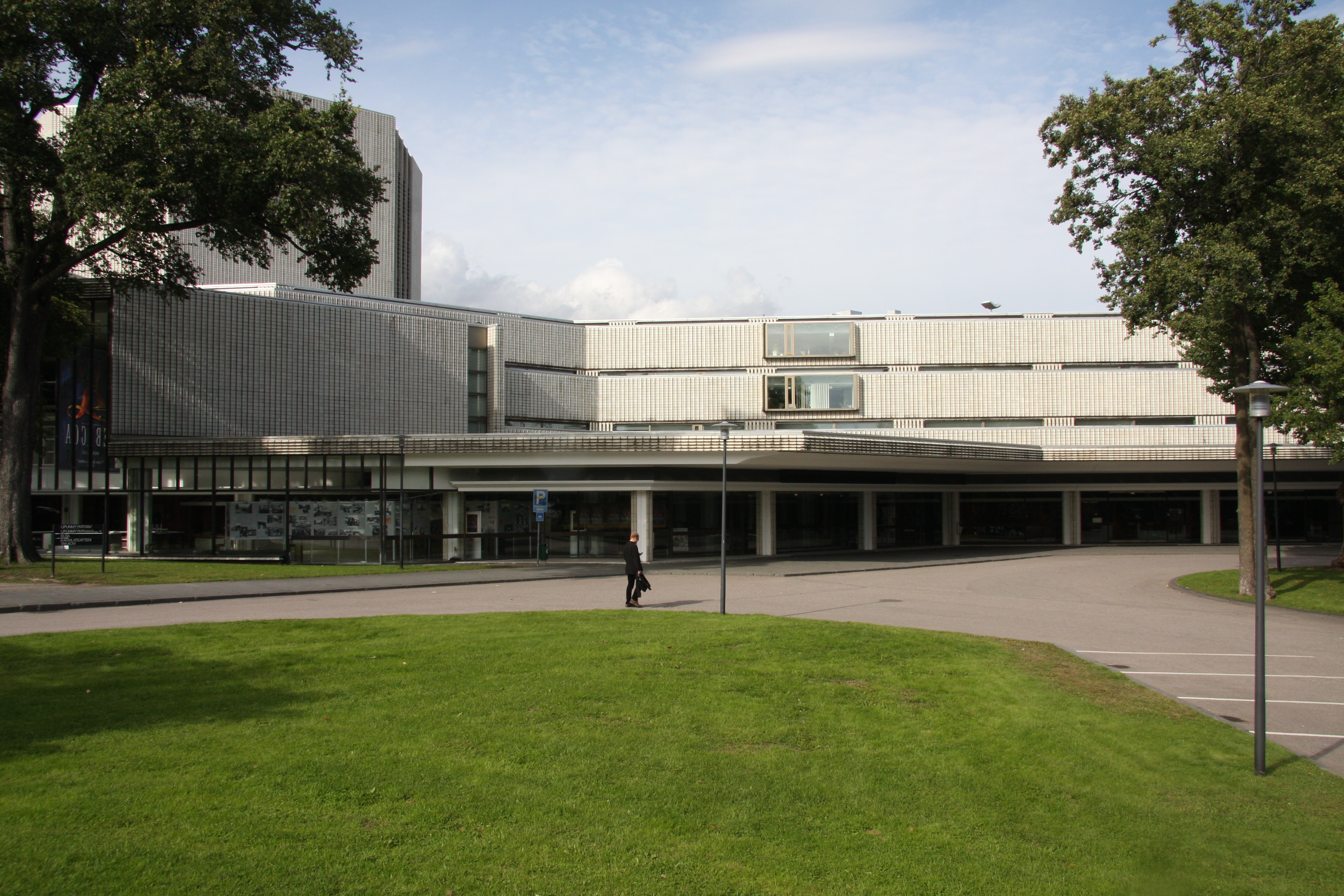
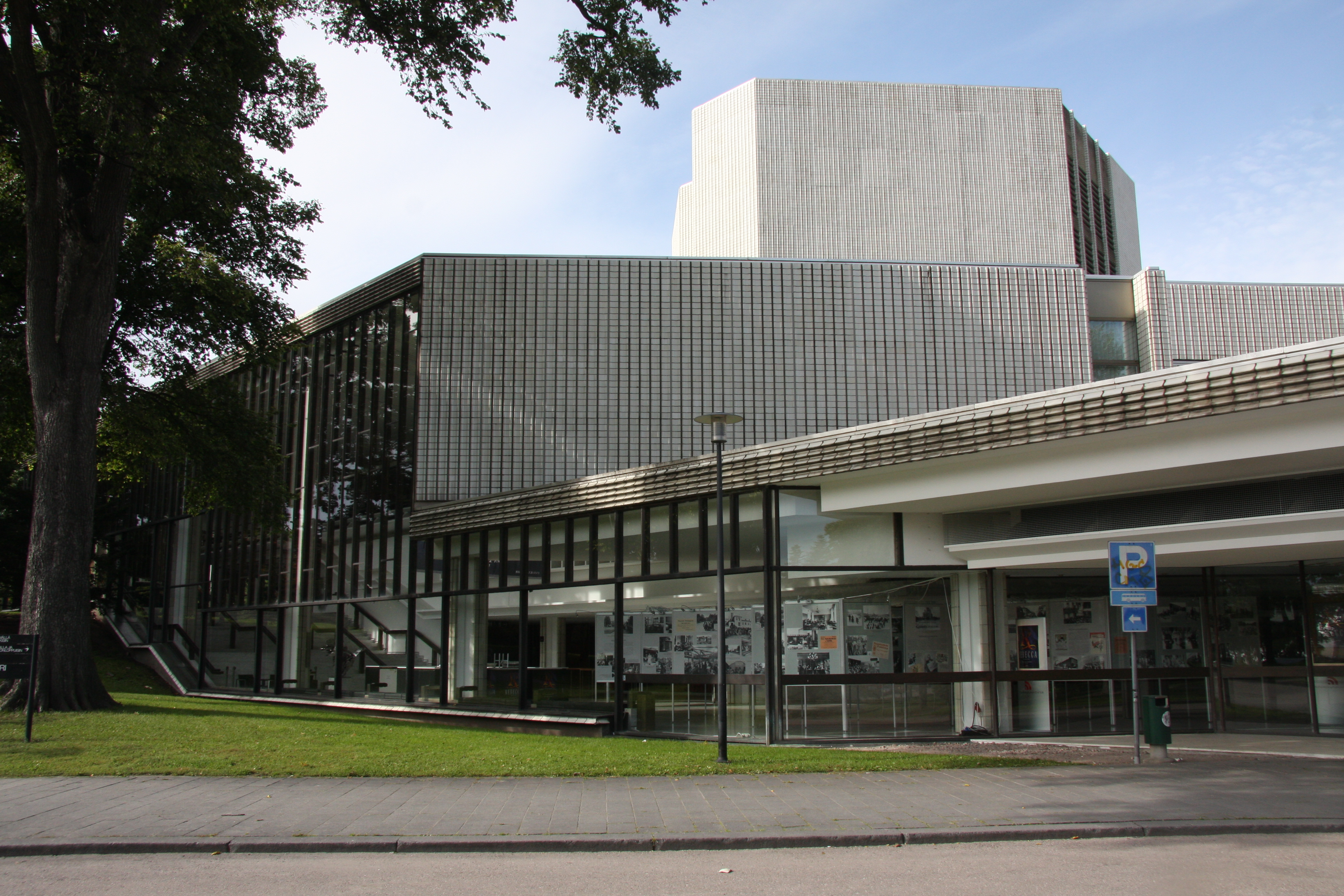
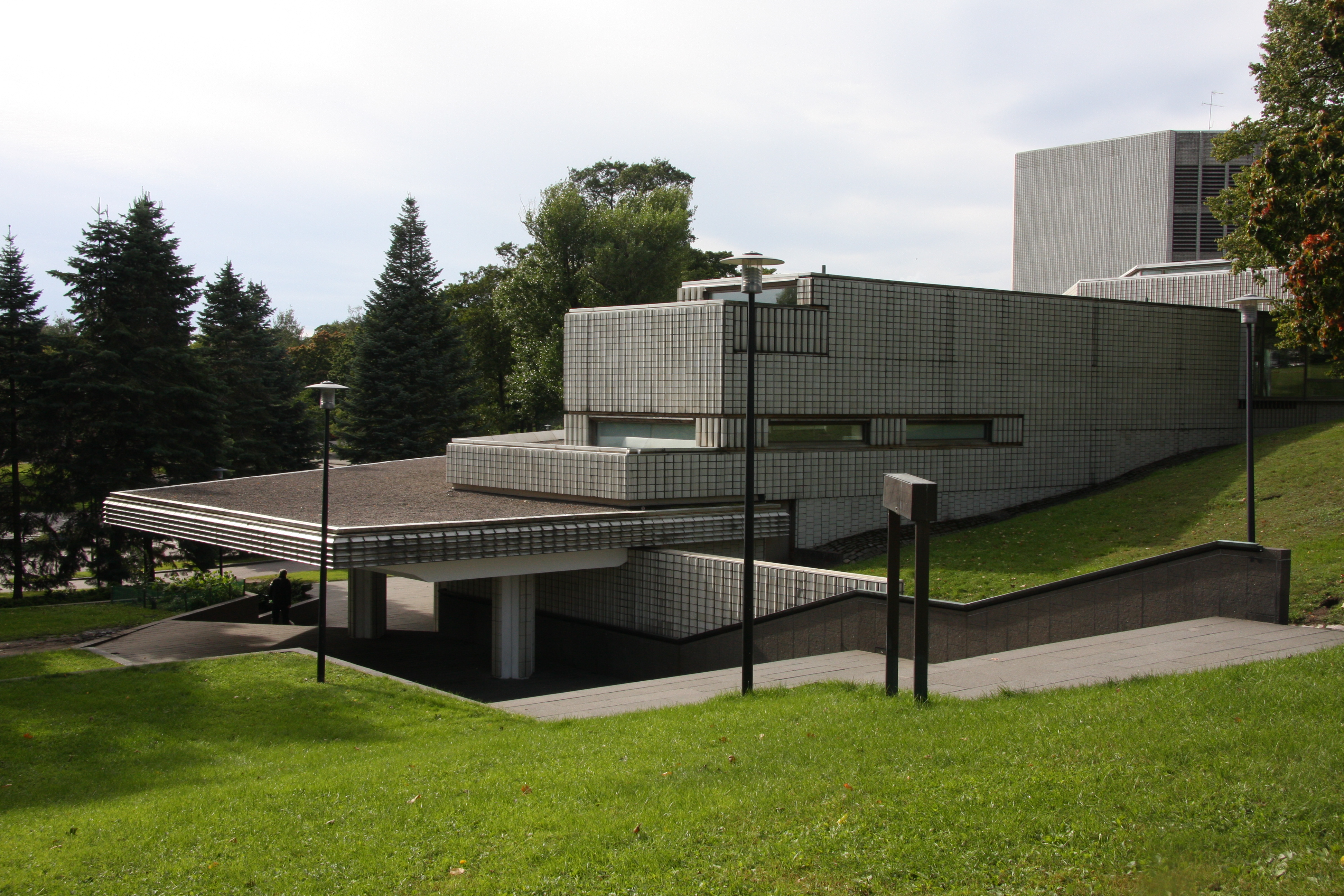
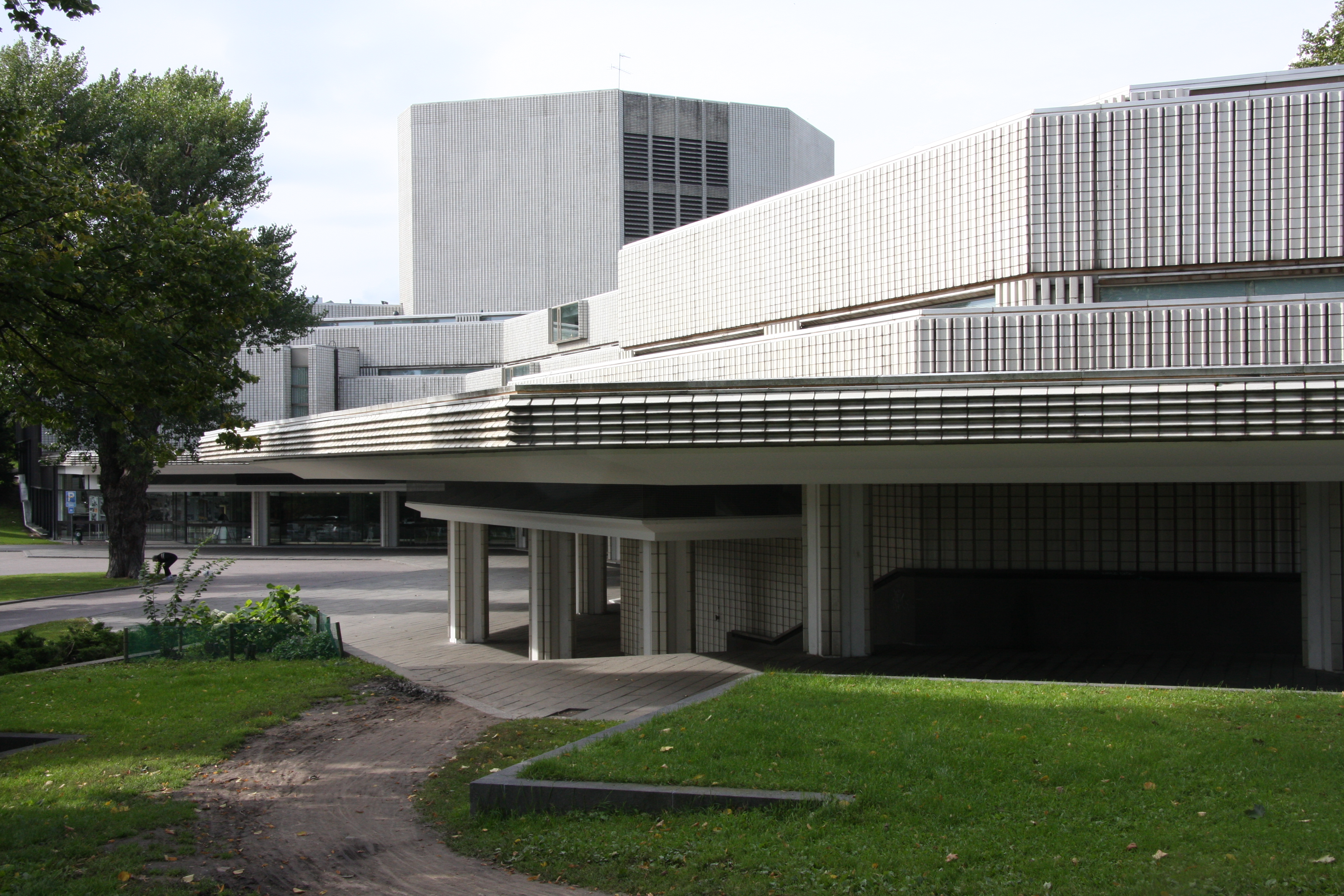